# Qyzyl
Qyzyl è un sito archeologico del Turchestan cinese, caratterizzato da grandi complessi monastici buddisti, scavati nelle pareti della valle del fiume Muzart e di due valloni secondari a nord-ovest della città carovaniera di Koutcha.
Le pitture murali che coprono volte e pareti hanno consentito, dato il loro buono stato di conservazione, di definire le caratteristiche dell'arte pittorica dell'Asia centrale durante il periodo iniziale della sua fioritura. Le rappresentazioni hanno finalità religiosa e si ispirano ai temi dell'antico buddismo hīnayāna elaborati dall'arte indiana durante i secoli che precedettero l'era cristiana cui si sono mescolati influssi locali. La preferenza accordata nelle credenze alla figura del Buddha Cayamuni è documentata dal propagarsi delle sue raffigurazioni. Vestito del consueto abito monastico, accenna i gesti simbolici tradizionali, ed è rappresentato in maestà, attorniato da esseri celesti e da personaggi diversi destinati a richiamare alla mente gli episodi della sua esistenza terrestre. Alcuni miracoli rivestono particolare importanza, come quello della sua scomparsa, che equivale al suo ingresso nel non essere (nirvana). Vi trovano posto anche altre leggende devote, come quelle del racconto delle rinascite precedenti del Buddha (jātaka), con pittoreschi dettagli.
L'influsso dell'iconografia del buddismo indiano ha influito anche sui caratteri stilistici delle figurazioni, che sono evidenti nella raffigurazione di costumi, gioielli, oggetti di arredo, motivi decorativi, elementi della vita quotidiana e personaggi particolari (monaci, bramini, figure volanti o geni demoniaci), come anche nella tipologia formale (densità delle composizioni, contrasti tra carnagioni chiare e scure, atteggiamenti ancheggianti). Agli influssi indiani sono venuti a mescolarsi quelli iraniani, giunti direttamente o tramite le pitture di Bamiyan, che traspaiono in alcuni dettagli di vestiti e di acconciature, come tuniche attillate, diademi e nastri ondeggianti), nella somiglianza delle bardature, delle armi, dei tessuti, dei tappeti e anche in caratteristici motivi ornamentali, come medaglioni ornati di perle, tralci di folgie trilobate.